# Put do slave (2015.)
Put do slave američka je biografska drama iz 2015. godine o Francuzu Philippeu Petitu koji je prehodao na žici od jednog do drugog nebodera Blizanca Svjetskog trgovačkog centra u New Yorku.

## Sažetak
1973. u Parizu ulični akrobat jedva se izdržava žongliranjem i hodanjem po žici, životareći tako iz dana u dan. Na jednom je nastupu od publike dobio bombon. Dok ga je jeo, slomio je zub te je završio u stomatološkoj ordinaciji. Dok je čekao svoj red, ugledao je fotografiju nebodera Svjetskog trgovačkog centra u jednom časopisu. Proučivši ju, smisli prelazak s jedne na drugu zgradu preko razapetog užeta između tih dviju zgrada.